# Popea Sabina
Popea Sabina (en latín Poppaea Sabina; 30-65) fue la segunda esposa del emperador romano Nerón.

## Biografía
Hija de Popea Sabina la Mayor, una de las mujeres más bellas de su tiempo, según Tácito, y del pretor Tito Olio (Titus Ollius) durante el reinado de Tiberio. Popea Sabina la Menor heredó la gran belleza de su madre y acabaría siendo emperatriz y Augusta. Favoreció al judaísmo, por lo que se cree que pudo influir en la persecución a los cristianos.

### Primeros matrimonios
Popea estuvo casada primero con Rufrio Crispino, de quien tuvo un hijo del mismo nombre. Después se casó con Otón, quien curiosamente la utilizó para tener influencias sobre el emperador Nerón: su marido no solo consintió que ella fuera la amante del emperador, sino que fue quien lo propició.

## Popea y Nerón

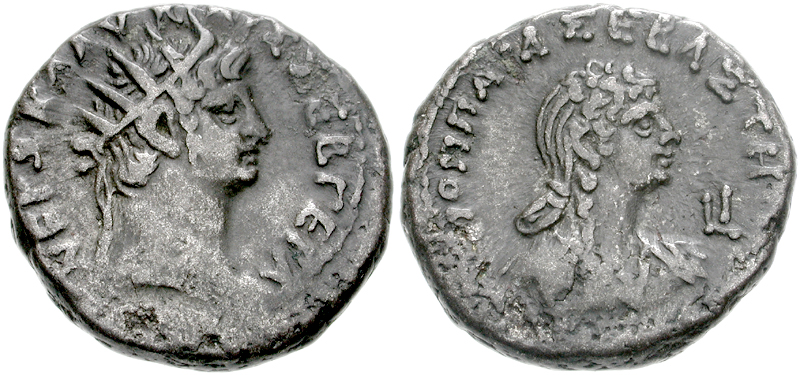
Monedas con las efigies de Nerón y Popea Sabina.

Nerón se enamoró de ella cuando la conoció durante una cena en casa de su amigo Otón y decidió que Popea Sabina sería su amante, algo en lo que los tres estuvieron de acuerdo por intereses personales. Popea Sabina iba ganando cada vez más influencia sobre el emperador, hasta tal punto que le convenció de que ordenara el asesinato de Agripina, la menor, la madre de Nerón. El motivo no era otro que la rivalidad existente entre ambas por el control del emperador y Popea lo consiguió en el año 59, cuando Nerón inculpó a su madre de traición y ordenó que la mataran. Pero Popea tenía todavía una rival: la esposa de Nerón. Por ello, propuso al emperador que se divorciase de Claudia Octavia, la exiliara y ordenara su ejecución. Y, de nuevo, lo consiguió. 
Nerón y Popea se casaron y ella se convirtió en la nueva emperatriz del Imperio romano. La nueva esposa del emperador era conocida por su belleza y su coquetería, llegando a implantar nuevos métodos de belleza, como baños en leche de asna para mantener la tersura y blancura de su piel. Al igual que las anteriores emperatrices, abusó de su poder y se rumorea que intrigó contra Séneca, el cual se vería obligado a suicidarse. 
En el año 63 nació Claudia, la cual murió a los cuatro meses de haber nacido, aunque Nerón la nombró Augusta, al igual que a Popea.

## Muerte
Un día del año 65, Nerón, borracho a causa del vino, le dio un puntapié en el vientre. Popea, de nuevo embarazada, sufrió un aborto y murió. El emperador, arrepentido, ofreció un cortejo fúnebre y decretó varios días festivos en su honor.
Pero el emperador nunca pudo olvidarse de ella. Su obsesión fue tal que llegó a sentirse atraído por el esclavo Esporo, cuyo físico era muy parecido al de la difunta Popea. Nerón, que le llamaba «mi Popeíta», ordenó que castraran al esclavo y le obligó a vestirse como su mujer. 
A juicio de Tácito, «esa mujer lo poseía todo, menos honestidad». Los historiadores modernos, no obstante, afirman que Suetonio, Tácito y Dión Casio tenían grandes prejuicios contra la figura de Nerón y, ante la imposibilidad de conocer sucesos privados, reconocen que Popea pudo haber muerto simplemente debido a complicaciones durante el embarazo o el parto.

## La Villa Poppaea en Oplontis

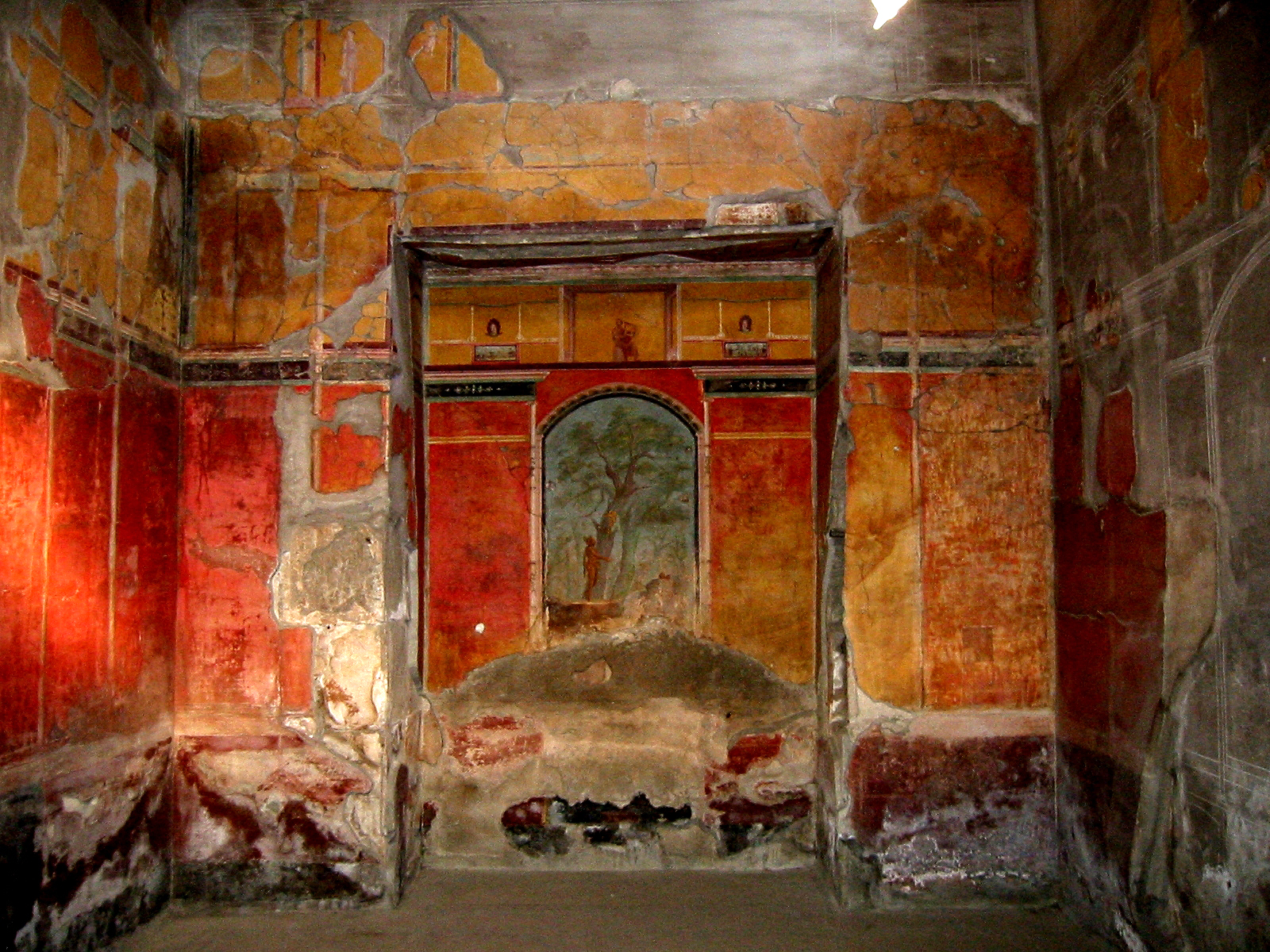
Villa Poppaea en Oplontis, Caldarium.

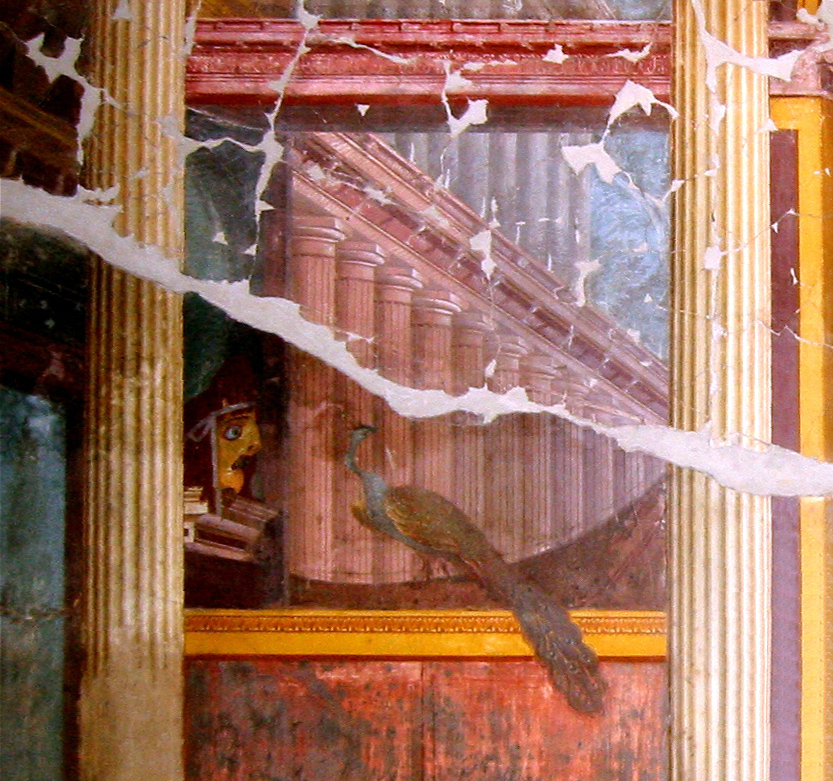
Villa Poppaea en Oplontis, habitación.

En los años 1920 se descubrió en Oplontis (hoy Torre Annunziata), cerca de Pompeya, la que posiblemente fue domus familiar de la emperatriz Popea, cubierta, igual que Pompeya y Herculano, por las cenizas de la erupción del volcán Vesubio en el agosto del año 79 d. C.
Los frescos y la lujosa decoración de la villa hacen que sea una de las más suntuosas de todas las encontradas hasta ahora del periodo romano.
La villa de Popea ha sido declarada, junto con Pompeya y Herculano, Patrimonio de la Humanidad por la UNESCO.
La villa de Popea está actualmente abierta al público y es visitable en Torre Annunziata.

## Popea en la ópera
El amor entre Nerón y Popea fue el tema de una de las más grandes óperas del periodo barroco, L’incoronazione di Poppea, de Claudio Monteverdi, estrenada en Venecia en 1642.

## Popea en el cine
Popea aparece como personaje en películas como:
- El signo de la cruz, película de la época pre-code  de 1932, dirigida por Cecil B. DeMille, con Claudette Colbert en el papel de Popea.
- Quo Vadis? de 1951, con Patricia Laffan como la disoluta emperatriz.
- Mi hijo Nerón de 1956, donde Brigitte Bardot interpreta a la mujer de Nerón.
- Las cálidas noches de Popea de 1969, con Olga Schoberová en ese mismo papel.
- Popea… una prostituta al servicio del imperio de 1971, comedia protagonizada por Femi Benussi.
- Por el amor de Popea de 1977, película italiana protagonizada por María Baxa.
- Imperio: Nerón, film televisivo del 2004 con Elisa Tovati como una banal Popea.